# 노진욱
노진욱(1988년 11월 28일~)은 대한민국의 전직 워크래프트 III 프로게이머이다. 휴먼 종족을 사용하며, 아이디는 RohJinWook이다.
팀 내 유일한 휴먼으로 같은 팀의 동료인 박준과 장재호의 스파링파트너로 많은 도움을 줬다.
대한민국 워크래프트3 대표 언데드 중 하나인 노재욱의 동생으로 유명하다.
2011년 은퇴하였다.
2013년 2013 F/W 서울 패션 위크에서 모델로 데뷔하게 되었다.

## 수상 경력
- 2007 e-태백 페스티벌 워크래프트3 준우승
- 2008 ZOTAC WarCraft3 Cup 준우승
- 2009 Razer DreamCup 우승